# Nakipari
Nakipari (en georgiano y esvano: ნაკიფარი) es una aldea de Georgia ubicada en el noreste de la región de Mingrelia-Alta Esvanetia, siendo parte del municipio de Mestia.

## Geografía
Nakipari se encuentra a orillas del río Enguri, a 22 km de Mestia. La aldea es parte de la región histórica de Esvanetia y se administra desde el pueblo de Bogreshi.

## Demografía
La evolución demográfica de Nakipari entre 2002 y 2014 fue la siguiente:
| 82                                              | 34 |
| (Fuente: Population of Georgia in Soviet times) |    |

Según el censo de 2014, los georgianos (esvanos) constituían el 100% de la población.

## Infraestructura

### Arquitectura, monumentos y lugares de interés
En la aldea hay una iglesia de San Jorge del siglo X, la iglesia de Nakipari o Jgrag. 